# روك أون (أغنية)
«روك أون» (بالإنجليزية: Rock On)‏، هي أغنية من كتابة المغني الإنجليزي ديفيد إيسكس. سُجلت في البداية عام 1973 وأُصدرت كأغنية منفردة من غناء إيسكس، تحولت لأغنية عالية النجاح دولياً. في 1989، قام الممثل والمغني الأمريكي مايكل داميان بتسجيل أغنية مقلدة والتي تصدرت لائحة بيلبورد هوت 100. سُجلت الأغنية عدة مرات من بينها نسخة 2006 لفرقة الهارد روك البريطانية ديف ليبارد.

## نسخة ديفيد إيسكس

### الخلفية والإصدار
أُصدرت الأغنية، والتي كُتبت وسُجلت من قبل ديفيد إيسكس، في أغسطس 1973 في المملكة المتحدة، ووصلت لأعلى نجاح بالمرتبة الثالثة على لائحة الأغاني المنفردة في المملكة المتحدة ذاك العام. بقيت الأغنية مدة 11 أسبوعاً على اللوائح البريطانية. في مارس 1974، وصلت نسخة إيسكس للمرتبة الأولى في كندا على لائحة أفضل الأغاني المنفردة لآر بي إم المحلية وكانت من بين أفضل 5 (بوصولها للمرتبة الخامسة) على لائحة بيلبورد هوت 100 للموسيقى الشائعة الأمريكية. كانت الأغنية هي الوحيدة لإيسكس بين أفضل 40 أغنية على بيلبورد. كانت «روك أون» الأغنية العنوانية لألبوم الظهور الأول لإيسكس وظهرت أيضاً في ألبوم الموسيقى التصويرية لفيلم عام 1973 ذات ول بي ذا واي، الذي قام فيه إيسكس بدور أحد النجوم. لا تزال الأغنية تُعرض بشكل متكرر على محطات إذاعة الروك الكلاسيكي والقدامى.
أعاد إيسكس لاحقاً إنتاج الأغنية في 1988 بكلمات أغنية مجددة. ظهرت هذه النسخة، والتي قام شيب بيتيبون بإضافة ريمكس لها، على ألبوم إيسكس لعام 1989، تاتشينغ ذا غوست. وصل إصدار الأغنية المنفردة للنسخة المجددة للمرتبة 93 على لائحة الأغاني المنفردة في المملكة المتحدة. ظهر هذا التسجيل في الأفلام ديك، وذا ديفيلز ريجيكتس وسانسيت ستريب، وكذلك في بعض حلقات ذا سوبرانوز وكولد كيس.

### الترتيب والسياق
تبرز الأغنية أداءً غنائياً على وتيرة بطيئة بمفتاح صغير، إضافة إلى مرافقة آلات موسيقية دنيا إيقاعية لغناء إيسكس، وهو الأمر الذي يظهر التأثير القوي للريغي والداب الجامايكيين. تظهر كلمات الأغنية إجلالاً لبدايات الروك أند رول وثقافة الشباب المحيطة بها، وبالأخص رمز التمرد من الخمسينات جيمس دين (بالرغم من أن كلمات الأغنية تذكر اسمه كـ«جيمي دين»، وهو نفس اسم مغني موسيقى الريف-الغرب المشهور بعمله بيغ باد جون).
الترتيب الموسيقي الملحوظ كان من إنشاء المنتج جيف واين بعد سماعه لتجريبة إيسكس الغنائية الأصلية:
عُرِضت عليَّ "روك أون" في الاستوديو بعد الانتهاء من جلسة الجلجلة. وطريقة تجريب ديفيد إياها لي كانت أنه ذهب للاستوديو، ووضع مهندس الصوت الميكروفون، وأخذ ديفيد حاوية قمامة وبدأ بضربها بشكل إيقاعي، ولم تكن هناك أية آلات. بسبب الافتقار للآلات، قام المهندس بوضع الصدى المتكرر، مما أعطى الأغنية جوها الخاص، وكان ذلك هو الذي قمت بالعمل عليه بعدها. ذهبت وفكرت بالأغنية وكانت جاذبيتها في جوفيات الكلمات وغياباتها ومزاجيتها. وبذلك خطرت لي فكرة أن لا تدخل فيها أية أوتار، ولهذا السبب لا توجد آلات مفاتيح، ولا غيتارات، لم يكن في الأغنية أي شيء يعزف وتراً.
عندما كتب ديفيد "روك أون"، كانت أغنية، من وجهة نظري كمرتب ومنتج، أنها أعطتني أفكاراً جسورة، فكرة صوت. البالاد بالاد، بينما سمحت لنا "روك أون" بأن نكون "فوق الجدار" أكثر قليلاً. كان من المقامرة والمناضلة جعلها تنجح. لكني وديفيد كلانا أحسسنا بأن "روك أون" كانت تسجيلاً إبداعياً، بينما البالاد ستعطيه نجاحاً أقصر أمداً، لم تكن لتجعله مميزاً.

وفقاً لما قاله واين، لم يعزف في المسار المساعد النهائي إلا ثلاثة موسيقيين للجلسات، وكان الأبرز من بينهم موسيقي الجلسة المتمرس هيربي فلاورز، الذي عولج غيتار البيس مزدوج المسار الخاص به بتأثير تأخير بارز، والذي نتج عنه نبض خلفي معقد كثير الإيقاعات:
أتذكر الموسيقيين الثلاثة في المسار المساعد لـ"روك أون" ينظرون حولهم في الاستوديو 1، لاستوديوهات أدفيجن،  شبه الفارغ، يريدون أن يعرفوا متى سيصل باقي أعضاء الفرقة! شرحت لهم أنه لا يوجد آخرون لذلك المسار، وكنت معتمداً عليهم في أن يفهموا فكرتي من الإنتاج. في حين كانت أجزاء الطبول والإيقاعات مكتوبة، كان هيربي بالفعل هو من فهم مباشرة أن عزف غيتار بيس لوتر القيادة قد يغطي جزءاً كبيراً من الطيف المكاني وأخذ فكرتي وحول بعض علاماتي الموسيقية البسيطة، لعزفه المدهش لغيتار البيس. علاوة على ذلك، اقترح العزف مجدداً بجواب موسيقي أعلى. بذلك، تحصل على صوت البيس الغير معتاد هذا مباشرة — لم يكن الصوت مباشراً لو لم يسمح الترتيب للهواء والمكان بأن ينشآ بتلك الطريقة.

نوه فلاورز نفسه على أنه حصل على ضِعف ضريبة الجلسة المعتادة، كمكافأة له لابتكاره جزء البيس مزدوج المسار، وبذلك استلم £24 عوضاً عن £12.

## نسخة مايكل داميان

### الخلفية والإصدار
قُلدت «روك أون» من قبل المغني ونجم أوبرا الصابون مايكل داميان عام 1989 وظهرت في فيلم المراهقة، دريم أ ليتل دريم، الذي برز فيه كوري هايم وكوري فيلدمان بين آخرين. نسخة داميان، التي أصدرها أيضاً من ألبومه المستقل وير دو وي غو فروم هير من شركة تسجيلات سايبريس وقامت بتوزيعه تسجيلات أي آند إم، كانت تفسيراً أكثر حدة ولم تحتوي على أية تحريفات صوتية أو موسيقية كانت موجودة في نسخة ديفيد إيسكس الأصلية من عام 1973.

### الاستقبال
صارت «روك أون» أغنية داميان الناجحة الأولى خلال ثمانية أعوام، منذ أدائه للأغنية المقلدة، «شي ديد إت»، لإريك كارمين. حصلت هذه النسخة على شهادة «ذهبي»، ووصلت للمرتبة الأولى على لائحة بيلبورد هوت 100، وتخطت بذلك تصنيف بيلبورد للنسخة الأصلية. مع ذلك، حصلت نسخة إيسكس على المرتبة الأولى على لائحة «أفضل 100» كاشبوكس الأمريكية، في نفس الأسبوع الذي وصلت فيه للمرتبة الحادية عشرة على لوائح بيلبورد. إضافة لذلك، ظهر كل من هايم، وفيلدمان، وميريديث سالينجر في الأغنية المصورة لأغنية داميان. حصلت هذه النسخة على المرتبة 99 على قائمة في إتش 1 لـ«أفضل 100 أعجوبة منفردة النجاح في الثمانينات» (بالرغم من حصول داميان أربع أغانٍ دخلت لوائح بيلبورد في الثمانينات).

## نسخ أخرى
- أصدرت فرقة الهارد روك البريطانية ديف ليبارد نسخة مقلدة من ألبومها لعام 2006، ياه!، الذي يبرز نسخاً مقلدة لأغاني روك السبعينات الناجحة. أُصدرت كالأغنية المنفردة الثانية من الألبوم، وصارت ثابتة في قائمة أغان حفلات الفرقة الموسيقية.
- أضافت فرقة الروك البديل ذا سماشينغ بامبكينز نسخة مقلدة مباشرة من «روك أون»، والتي قامت بغنائها في جولة سيكريد آند بروفين، على ألبومها الصادر عام 2001 جوداس أوه، وهو قرص إضافي (يحتوي أغاني الوجه ب ونوادر) والمرافق لألبوم الفرقة لأفضل الأعمال، روتن أبلز.
- أصدرت مجموعة ذا ديف هاورد سينغرز نسختها كأغنية منفردة في 1986.
- قامت المغنية الكندية بيتي مون بتقليد الأغنية لألبومها الأول باسم «بامبي» في 1987. لاقت الأغنية نجاحاً كبيراً محلياً في أونتاريو الجنوبية.
- قامت فرقة فرقة الهيفي ميتال هيفنز غيت لاسطوانتها المطولة أوبن ذا غيت آند واتش في 1990.
- قامت توني بيسل بتقليد الأغنية لألبومها وورد أوف ماوث.
- قام آدم فريلاند بتقليد الأغنية للألبوم كوب.
- قام غارلاند جيفريز بتقليد الأغنية لإصدار الولايات المتحدة من ألبومه ذا كينغ أوف إن بيتوين (2012). في أوروبا، كانت الأغنية متاحة للتنزيل المجاني.
- أضاف عازف غيتار دوران دوران أندي تايلور أغنية مقلدة لبعض النسخ على ألبومه للأغاني المقلدة دينجرس.
- قامت فرقة الموجة الجديدة الأمريكية بلوندي بتقليد الأغنية وأصدرتها عبر أمازون.[5]
- قامت فرقة الروك الأمريكية تورتويز بتقليد الأغنية لألبومها لعام 2016 ذا كاتاستروفيست.